# ムネミオプシス・レイディ
ムネミオプシス・レイディ（学名：Mnemiopsis leidyi）は、カブトクラゲ目に分類される有櫛動物の一種。

## 分布
北アメリカと南アメリカの大西洋沿岸を原産地とする。黒海、カスピ海、地中海、アゾフ海、マルマラ海、バルト海、北海などに移入分布する。

## 特徴
体長10cm。体は無色透明で、2つの大きな葉状の突起が口側にあり、1対の短い触手がその間にある。
内湾から河口域に生息し、発生時期は地域によってさまざまである。動物プランクトンや小魚を捕食する肉食性である。19-23℃ほどの水温で生殖腺が成熟し、繁殖活動を行う。

## 外来種問題
バラスト水に混入することで貨物船などによって非意図的に導入され、原産地から遠く離れた温暖な海域に分布を拡大している。外来種としての最初の記録は1980年代の黒海であり、その後も地中海、アゾフ海、マルマラ海に侵入し、1990年代にはカスピ海で確認された。2000年代になってもバルト海や北海で続々と新たな定着が報告されている。
大量発生することで動物プランクトンが減少し、それらを捕食する魚類や海洋哺乳類に影響を与えるなど生態系へ深刻な被害を生じさせている。一方で、動物プランクトンの餌となる植物プランクトンの増加を引き起こしているとの指摘もある。また、混獲による水産漁業の妨害も問題になっている。
国際自然保護連合によって世界の侵略的外来種ワースト100に選定されている。日本では外来生物法により要注意外来生物に指定されており、侵入を未然に防止することが求められている。